# Трифон Іванов (футболіст)
Трифон Маринов Іванов (болг. Трифон Маринов Иванов; 27 липня 1965, Велико-Тирново, Болгарія — 13 лютого 2016, Самоводене) — болгарський футболіст, що грав на позиції захисника. Почесний громадянин Софії.
Виступав за національну збірну Болгарії.
Триразовий чемпіон Болгарії. Володар кубка Болгарії. Володар Суперкубка Болгарії. Чемпіон Австрії.

## Клубна кар'єра
У дорослому футболі дебютував 1983 року виступами за команду клубу з рідного міста «Етар Велико-Тирново», в якій провів п'ять сезонів, взявши участь у 62 матчах чемпіонату.
Своєю грою за цю команду привернув увагу представників тренерського штабу клубу ЦСКА (Софія), до складу якого приєднався 1988 року. Відіграв за армійців з Софії наступні два сезони своєї ігрової кар'єри. Більшість часу, проведеного у складі софійського ЦСКА, був основним гравцем захисту команди. За цей час двічі виборював титул чемпіона Болгарії.
Згодом з 1991 по 1995 рік грав у складі команд клубів «Реал Бетіс», «Етар Велико-Тирново», ЦСКА (Софія) та «Ксамакс». Протягом цих років додав до переліку своїх трофеїв ще один титул чемпіона Болгарії.
1995 року уклав контракт з клубом «Рапід» (Відень), у складі якого провів наступні два роки своєї кар'єри гравця. Граючи у складі віденського «Рапіда» також здебільшого виходив на поле в основному складі команди. За цей час додав до переліку своїх трофеїв титул чемпіона Австрії.
Протягом 1997—1998 років захищав кольори клубів «Аустрія» (Відень) та ЦСКА (Софія).
Завершив професійну ігрову кар'єру у нижчоліговому австрійському «Фаворитнері», за команду якого виступав протягом 1998—2001 років.

## Виступи за збірну
1988 року дебютував в офіційних матчах у складі національної збірної Болгарії. Протягом кар'єри у національній команді, яка тривала 11 років, провів у формі головної команди країни 67 матчів, забивши 5 голів.
У складі збірної був учасником чемпіонату світу 1994 року у США, чемпіонату Європи 1996 року в Англії, чемпіонату світу 1998 року у Франції.

## Досягнення
- Чемпіон Болгарії:

ЦСКА (Софія): 1988–1989, 1989–1990, 1991–1992
- Володар Кубка Болгарії:

ЦСКА (Софія): 1988—1989
- Володар Суперкубка Болгарії:

ЦСКА (Софія): 1989
- Чемпіон Австрії:

«Рапід» (Відень): 1995–1996